# Stamsried
Stamsried è un comune tedesco di 2 206 abitanti, situato nel land della Baviera.